# کراستات
کراستات (به فرانسوی: Crastatt) یک کمون در فرانسه با جمعیت ۱۹۹ نفر است که در Canton of Marmoutier واقع شده‌است.